# 江西桑海经济开发区
江西桑海经济开发区，是中华人民共和国江西省南昌市新建区下辖的一个类似乡级单位。

## 行政区划
下辖以下地区：
江西南昌济生制药厂社区、江西南昌桑海制药厂社区、杏林白马药业有限公司社区、南昌济顺制药有限公司社区、国营江西气门芯厂社区、江西味精厂社区、江西桑海食品厂社区、江西南昌桑海药用淀粉厂社区、长青药用包装制品有限公司社区、集团机关社区、医院社区、学院社区、商业公司社区、南昌创新丝绸资产管理处社区、江西省国营蚕桑综合垦殖场畜牧兽医站社区、白马庙分场生活区、港东坪分场生活区、江夏分场生活区、南山分场生活区、新祺周分场生活区、外贸桑海联营猪场生活区和桑海水产场村。